# Красноярский острог
Красноярский острог — оборонительное сооружение, построенное на Стрелке Енисея — при впадении реки Качи в реку Енисей, место основания Красноярска.
После строительства Енисейского острога возникла необходимость в строительстве острога для обороны Енисейска от набегов местных племен. Также предполагалось, что новый острог увеличит сборы ясака. Планировали построить на юге от Енисейска острог с гарнизоном в пятьсот человек, что позволило бы не увеличивать гарнизон Енисейска, который в то время составлял сто человек.

## Разведка
Енисейский воевода Яков Игнатьевич Хрипунов, посланный в Енисейск в 1623 году, отправил на разведку в Тюлькину землю Андрея Ануфриевича Дубенского. В 1623 году в четырёх днях конного пути от Енисейска Дубенский нашёл в Качинской землице место, подходящее для строительства острога: «на яру место угожее, высоко и красно, и лес близко всякой есть, и пашенных мест и сенных покосов много, и государев де острог на том месте поставить мочно».
25 сентября 1624 года енисейский воевода Я. Хрипунов отправил в Тобольск и в Приказ Казанского дворца чертёж с обозначенным местом будущего строительства острога.
В 1625 году царь Михаил Федорович распорядился: «В Качинской землице (так стали называть Тюлькину землю) вверх по Енисею на Красном Яру поставить острог». Строить острог должен был Дубенский, но воевода Дмитрий Тимофеевич Трубецкой из-за отсутствия средств не отпустил Дубенского из Тобольска. Дубенский написал в Москву отписку, и 13 декабря 1626 года царь приказал собрать в Тобольске для Дубенского четыреста казаков под руководством четырёх атаманов, «а пищали тем новоприбранным атаманам и казакам указал государь… послать с Москвы». Андрей Дубенский смог собрать в Тобольске и Томске только триста желающих отправиться в новый острог. Атаманами были Иван Астраханцев, Иван Кольцов, Ермолай Остафьев.
Зимой 1627 — 1628 года экспедиция Дубенского перевозила из Маковского острожка в Енисейск хлебные припасы, в Енисейске строили суда для движения по Енисею.

## Строительство острога

Андрей Дубенский указывает на место строительства острога.

Весной 1628 года, после схода льда с Енисея отряд Дубенского вышел из Енисейска на 13 дощаниках и трёх стругах, построенных в Енисейске. Три недели караван шёл до Казачинского порога, и ещё три до места основания Красноярска. Местное население встретило казаков мирно. Князёк племени аринов Татыш привёз казакам черемшу, ревень, молоко и мясо.
Вначале был поставлен лёгкий «городок дощаный», а вокруг него сооружены надолбы из березового леса, который «носили на себе к острожному месту с версту и больши». Рядом с острогом не было подходящего леса, поэтому 160 человек под командой атамана Ивана Кольцова отправились вверх по Енисею, где 2 недели заготавливали лес. 1200 больших брёвен сосны и берёзы волокли из леса примерно одну версту, а потом сплавили по Енисею. Из заготовленного леса построили острог, башни и казённые строения.
Малый острог возвели к 18 августа 1628 года, этот день считается днём основания Красноярска.
Для строительства зимовий требовался дополнительный лес, поэтому на его заготовку отправился отряд в 180 человек под руководством Ермака Евстафьева. В найденном сосновом бору было срублено 1800 сосновых деревьев, из которых построили зимовья.
В первые годы существования острога его называли «Красным» или «Новым Качинским острогом». Позднее острог получил имя Красный Яр, от названия холма рядом с местом постройки, который местные племена назвали «Кызыл Джар», то есть «Красный Холм» (ныне Караульная гора).
В апреле 1629 года царь Михаил Федорович приказал выдать сверх годового жалования казакам, строившим Красноярский острог «788 рублёв с полушкою» (сначала в указе говорится о 788 рублях, а потом о 728 рублях). Воевода должен был раздать: «атаманам по 6 рублёв с полтиною, пятидесятникам по 3 рубли, десятникам по 2 рубли 25 алтын, рядовым казакам по 2 рубли с полтиною». Строители Красноярского острога указом освобождались от пошлин на пять лет.
Первым воеводой острога был назначен Архип Фёдорович Акинфов.

## Малый острог
С 6 августа по 18 августа 1628 года был построен острог облегчённого типа. Тыновая ограда из вертикально вкопанных и заострённых брёвен сохранялась в малом, а позже и в большом острогах Красноярска при всех последующих перестройках. Ограда была обнесена рвом и валом.
Высота тына малого города составляла «одну сажень, один и три четверти аршина», или около 3,4 метра. В плане острог представлял собой неправильный четырёхугольник. Общая окружность малого острога насчитывала чуть больше 191 сажени (около 410 метров). Острожные стены были усилены пятью башнями, из которых три являлись угловыми. Со стороны Качи по направлению к западу находились Качинская и Угольная башни, а восточная, выходящая к Енисею башня получила название Быковской. Спасская находилась посредине западной стены и контролировала подступы со стороны леса, а Водяная башня размещалась в центре южной стены, через неё открывался выход к Енисею.
Спасская башня была шестигранной формы, имела тёплое караульное помещение, выносную часовню и одновременно служила колокольней Преображенской церкви.
Каждая башня имела по три яруса. Нижние два использовались как складские и служебные помещения, а на верхнем ярусе обычно размещался «огнестрельный наряд» — пушки и стеновые или зачинные пищали. На Спасской башне была установлена затинная пищаль, стрелявшая картечью, а на Водяной — полковая пищаль, которую заряжали ядрами.
Внутри малого острога находились амбар (для хлебных запасов), съезжая (приказная) изба, тюрьма, воеводский двор, баня, за стенами крепости — жилая застройка в пять улиц. Двор воеводы и приказная изба стояли у береговой стены со стороны Енисея. После того как построили Преображенскую церковь (ранее она размещалась в Спасской башне), в Спасской башне устроили часовню и колокольню.
Казаки жили в рубленных топором избах на высоких жилых или хозяйственных подклетах.

## Название острога
По законам ономастики название населённого пункта должно давать пространственную ориентацию. Первые названия новых поселений привязывались к названиям рек, или водоёмов; например, Енисейск по названию реки Енисей, Томск по названию реки Томь и т. д. Новый острог должен был быть назван Верхнеенисейский острог, или Качинский острог. В первое время в документах острог назывался Новый Качинский острог. Вероятно, ранее на реке Кача уже существовало зимовье, или пункт сбора ясака. Н. В. Латкин писал, что в 1608 году в долине реки Кача уже существовал острог, построенный выходцами из Кетского острога. Г. Ф. Миллер в «Истории Сибири» употребляет названия «Новый Качинский острог» и «Новый Качинский Красный острог».
С середины XVII века уже начинает употребляться название «Красный Яр».

## Печать острога
Печать Красноярскому острогу была пожалована в 1635 году. На печати был изображён инрог (единорог). На печати было написано: «Печать государева земли Сибирские Красноярского острогу».

## Конкуренция с Енисейским острогом

На месте ворот Спасской башни в 2003 году установили памятную арку.

До установления точных границ уездов многие сибирские остроги конкурировали друг с другом за ясачные территории. Снабжение Красноярского острога шло через Енисейский острог, и осенью 1628 года енисейский воевода Василий Аргамаков не смог организовать доставку продовольствия из Маковска для Красноярского острога. Возможно, В. Аргамаков не особо пытался сделать это — у него зимой 1627—1628 года был конфликт с князем Дубенским из-за места в Вознесенской церкви Енисейска.
Весной 1629 года А. Дубенский отправил в Енисейск за хлебом атамана Ивана Елфимьевича Кольцова. Кольцов вернулся без хлеба. Казаки убили атамана, а его тело сбросили в Качу.
Красноярские служилые люди пытались собирать ясак по Ангаре, несмотря на то, что эти земли уже входили в состав Енисейского уезда. Енисейские служилые люди вслед за красноярцами ещё раз собирали ясак на реках Кан и Уда, представляясь служилыми людьми Качинского острожка.
Енисейский острог писал в Москву о бесполезности Красноярского острога. В 1629 — 1630 году Красноярский острог собрал ясака всего на 170 рублей и пошлин на 20 рублей. Енисейский острог собирал ясака более чем на 5000 рублей в год. В Москве 14 августа 1630 года приняли решение ликвидировать Красноярский гарнизон — служилых людей отослать в Томск и Енисейск, а на службу в Красноярский острожек посылать по 40 — 50 годовальщиков. В конце 1630 года 150 красноярских служилых людей были переведены в Енисейск и Томск.
О сокращении красноярского гарнизона стало известно киргизским кочевникам, и те начали набеги, в том числе и на Енисейск. В 1632 году решение об упразднении Красноярска было отменено. Красноярские казаки успели обзавестись хозяйством в Томске и Енисейске, или были отосланы на различные службы. Возвращение казаков в Красноярск растянулось до 1636 — 1637 года.
В середине XVII века енисейские служилые люди активно осваивали Ангару, Забайкалье и Якутию. Красноярску осталась возможность расширять свои ясачные земли на юг и юго-восток.

## Набеги кочевников
Тюлькина земля до прихода русских облагалась ясаком западно-монгольским Алтын-ханом. Ясачное население иногда облагалось ясаком по 2-3 раза: людьми Алтын-хана, красноярскими и енисейскими казаками. Это приводило к стихийным выступлениям, но организованной войны против русских не произошло из-за племенной междоусобицы. Война между Алтын-ханами и джунгарами завершилась только в 1667 году.
Уже 26 июля 1628 года, когда работы по возведению острога ещё не были завершены, местные аринцы и качинцы «приходили к острогу войной в куяках и в панцирях». 17 августа, после разгрома нападавших, Дубенский послал для их преследования отряд в 140 казаков во главе с атаманом Иваном Кольцовым, взявшим многих в плен.
Продвижение на юг было тяжёлым. Енисейские кыргызы сжигали первый Ачинский острог в 1675 году, Абаканский острог, осаждались Красноярский, Канский, Кузнецкий и Томский остроги.
Набеги кыргызских князей на Красноярск и окрестные селения совершались в 1630 году, 1634 году, 1636 году, 1640 году, 1665 году, 1667 году, 1675 году и 1679 году. Особенно сильными были осады 1640 и 1667 годов. В 1667 году во время осады Красноярского острога объединёнными силами енисейских кыргызов и джунгар красноярский гарнизон потерял убитыми 194 человека — более 30 % гарнизона. Все окрестные селения были выжжены, а жители угнаны в плен.
В 1679 году объединённые войска енисейских кыргызов и джунгар под командованием Иренека вновь осадили Красноярск. Были сожжены 16 деревень, включая подстолбовские станицы Базаиха и Торгашино. Уничтожен был караульный периметр сигнальных постов и вышек.
Чтобы спасти город, гарнизон пошёл на крайние меры. Служилые люди вывели аманатов и их кашеваров семь человек и, на глазах наступавших, повесили. Из тюрьмы выпустили ссыльного полковника Василия Многогрешного (брата украинского гетмана Демьяна Многогрешного, сосланного в Селенгинск) и поручили ему командование. Несмотря на малочисленность, казаки совершили вылазку и вступили в сражение в открытом поле. В бою чуть было не погиб сам Иренек, выбитый из седла. Кыргызы не устояли перед огнём артиллерии, которой руководил Многогрешный, и отступили. Преследуемый красноярскими служилыми людьми, Иренек ушёл, угнав с собой из-под Красноярска почти всех ясачных людей.
После этого в нескольких острогах был собран отряд казаков численностью 500 человек под командованием Романа Старова и Ивана Гричанинова. В 1680 году отряд нанёс чувствительный урон кыргызам. В 1692 году ещё более сильный отряд под командованием Василия Многогрешного окончательно разгромил Тубинский улус кыргызов.
Побеждённые кыргызы попросили на несколько лет прекратить сбор ясака. Придя в 1703 году за ясаком на Абакан, русские не нашли ни кыргызов, ни большинства кыштымов — они ушли в Джунгарию.
Летом 1707 года около тысячи казаков, набранных из пяти острогов, под командованием Ильи Цицурина и Конона Самсонова построили Абаканский острог. В 1718 году был построен самый южный Саянский острог перед так называемым Лоджановым валом — зимней крепостью последнего Алтын-хана.

## Большой город
С ростом населения Красноярска появился посад, где жили ремесленники, торговцы и т. д. Острог был разделен на две части — «малый город» (крепость) и «большой город», примыкавший к малому с западной стороны.
Большой острог возвели в 1659 году и назвали его Красноярском. Разделение на «малый» и «большой» город было типичным для сибирских городов того времени. Большой город был ограждён деревянной стеной с двумя угловыми башнями — Покровской и Алексеевской. Со стороны реки Качи был устроен «вывод», или бастион.
Казаки (служилые люди) и их семьи долгое время остаются главными жителями острога. В 1671 году из 242 дворов острога 227 дворов принадлежит казакам, а в 1713 году 292 двора из 317.
В 1673 году Красноярск под названием «Краснаяр» (Krasnagair) впервые в западноевропейской литературе упоминает в своём «Описании Сибири» находившийся на русской службе немецкий офицер Альбрехт Доббин.
В опубликованной в 1692 году в Амстердаме книге нидерландского учёного Николааса Витсена «Северная и Восточная Тартария» о Красноярске сообщается следующее:

«Краснояр — это город, или городок на реке Енисей, построенный по приказу Их Царских Величеств, царей Московии, на границах с киргизскими народами, населенный московитами… Этот город и Енисейской, лежащий на Енисее, — это города с деревянными башнями, построенными по русскому образцу и дальше окруженными лишь частоколом… От Краснояра в Томск трудно ехать прямым путем из-за киргизов, которые помешали бы путешественнику, убили бы его. Следует ехать через Енисейской, вдоль реки Кеть и спуститься вниз.»
В 1708 году население острога составляло 849 человек. Основные занятия: охота, сбор на ближних островах дикого хмеля, торговля, ремесла, хлебопашество, пушной промысел. В 1713 году в Красноярске проживало 1295 мужчин и 1217 женщин.

## Красноярские шатости
С 1695 по 1700 год в Красноярске проходят несколько бунтов против воевод, названных позже «красноярской шатостью».
6 мая 1695 года вооруженные казаки свергли воеводу Алексея Башковского. Из Москвы на воеводство прислали его брата — Мирона Башковского. Он начал преследование участников «шатости». 4 ноября 1695 года около 300 вооружённых казаков потребовали освободить арестованных.
Позднее был свергнут воевода Семен Дурново. В бунте принимал участие один из предков В. И. Сурикова, который на одном из своих рисунков изобразил «шатость».
Бунты прекратились лишь после назначения воеводой Петра Мусина-Пушкина с сыном Федором в 1700 году.
Бунты служилых людей против воевод были не редким явлением. Например, в 1696 году стрельцы Удинского, Селенгинского и Ильинского острогов бунтовали против иркутского воеводы. Воевода на год задержал выплату жалования стрельцов.

## XVIII век

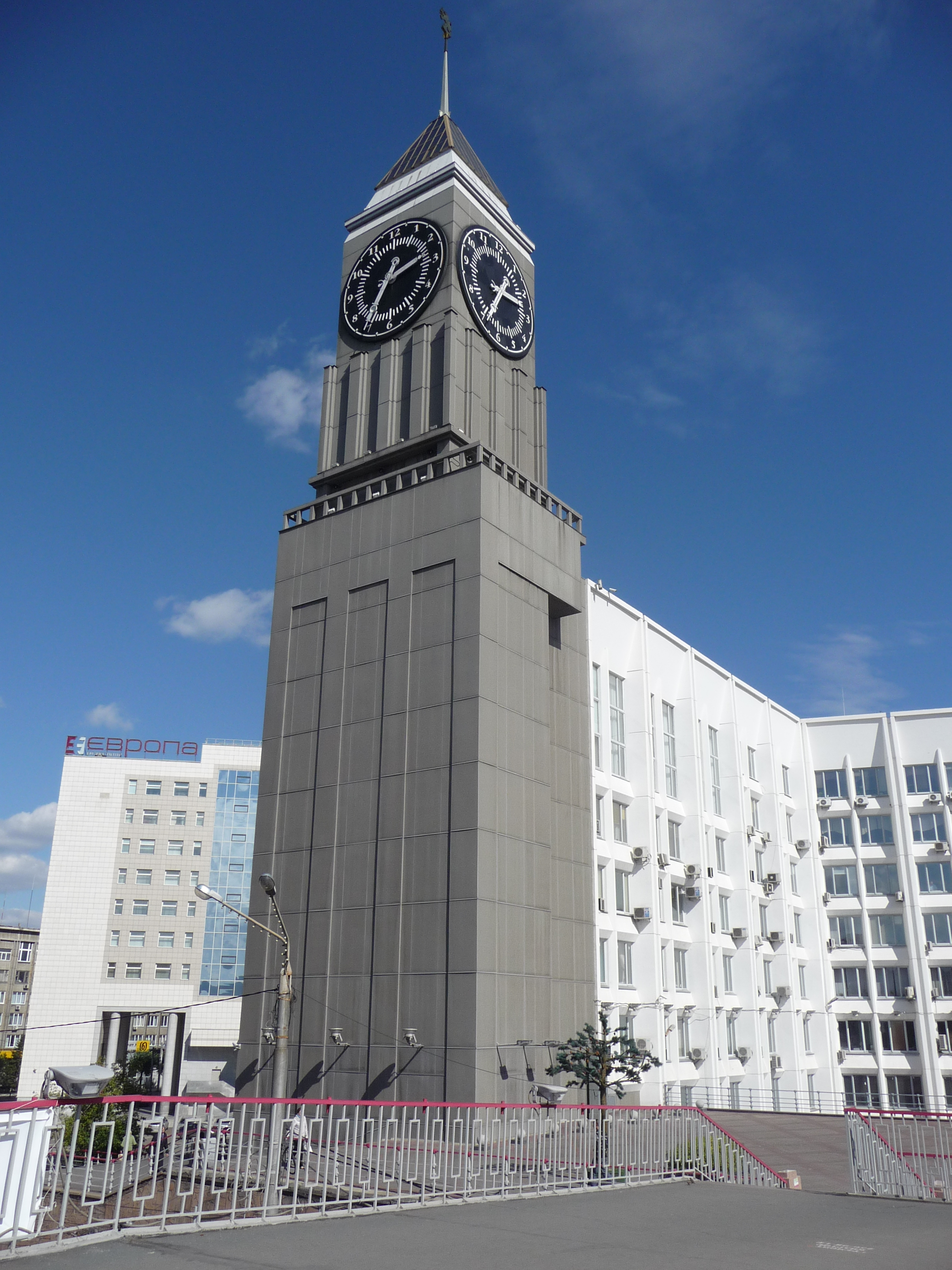
Мотивы четырёхскатных острожных башен в современной архитектуре Красноярска.

В первой половине XVIII века всё большее значение приобретает застройка «большого города». В плане Красноярска 1748 года за пределами «малого острога», на территории посада, уже находится большая группа жилых кварталов, гостиный двор, таможня, ратуша, Покровская церковь, пивоварня на берегу Енисея.
В 1728 году в центре малого острога была построена соборная церковь Преображения Господня — первая церковь Красноярска. В 1759 году староста красноярской соборной Преображения Господня церкви Леонтий Сидорович Пороховщиков нанял для постройки нового храма «города Енисейска разночинца» Петра Сокольникова.
В 1751 году Иоганн Гмелин в Красноярске увидел в городе 350 жилых домов и две ярко выраженные части — острог и посад.
Красноярская воеводская канцелярия сообщала в 1761 году, что «малый» город окружен рубленной стеной, сохранившейся со времен его основания, высотою около 3,4 м и протяженностью около 520 м. С западной стороны «большого» города крепостные стены проходили от Енисея до Качи примерно на 640 м и высота их была около четырёх метров, а далее, вдоль северной границы города, по реке Каче, стена понижалась до двух метров. Улицы шли на запад и север от ворот малой крепости к проездным башням наружных стен «большого» города. С развитием города в западном направлении ведущими стали улицы, идущие параллельно Енисею. Башни имели типичные для Сибири четырех- и восьмикратные шатровые крыши.
В 1772 году население острога составляло всего лишь две тысячи жителей. Красноярск оставался небольшим уездным городом.
В 1773 году острог сгорел. После пожара в Красноярске осталось только тридцать домов. Из Тобольска был прислан сержант геодезии Пётр Моисеев. Острог восстанавливать не стали. Пётр Моисеев разработал для города новую линейную планировку петербургского типа. Это стало началом современного Красноярска.

## Административная принадлежность Красноярска
- 1708 год — в составе Сибирской губернии
- 1719 год — в составе Енисейской провинции
- 1775 год — в составе Колывано-Воскресенской губернии
- 1797 год — в составе Тобольской губернии
- 1804 год — уездный город Томской губернии
- 1822 год — административный центр образованной Енисейской губернии

## Воеводы
- Дубенский, Андрей Ануфриевич — 1628 год. Сам Дубенский называл себя не воеводой, а городчиком.
- Акинфиев, Архип Фёдорович — 31 января 1629 года — 1631 год
- Карамышев, Никита Иванович — 11 октября 1632 год — 1633 год
- Мякинин, Фёдор Михайлович — 21 января 1635 года —
- Баскаков, Алферий Петрович — 24 декабря 1638 год — 1639 год
- Протасьев, Петр Ануфриевич (Данилович) — 1643 год — 25 августа 1647 года
- Дурново, Михаил Федотович (Федорович) — 1649 год — август 1649 года
- Бунаков, Андрей Андреевич — 1650 год — 1652 год
- Скрябин, Михаил Фёдорович — 21 октября 1652 года — 21 июня 1653 года
- Мотовилов, Данило Харитонович — 1656 год- октября 1659 года
- Веригин, Андрей Васильевич — 1659 год — 1662 год
- Никитин, Герасим Петрович — 11 декабря 1663 года — 7 октября 1666 года
- Сумароков, Алексей Иванович — 5 марта 1667 года — 21 июля 1675 года
- Загряжский, Данило Григорьевич — 1676 год — 31 января 1680 года
- Корсаков, Дмитрий Степанович — 31 января 1680 года — 29 июня 1683 года
- Шишков, Григорий Иванович — 1683 год — 1686 год
- Башковский, Игнатий Васильевич — 1686 год —
- Поскочин, Лев Миронович — 1686 год-
- Башковский, Алексей Игнатьевич — 1693 год- 1695 год
- Дурново, Семён Иванович — 1695 год -
- Мусин-Пушкин, Пётр Саввич — 1700 год
- Полуэктов, Григорий Иванович (стольник) — 1711 год

## Археологические исследования
В 1958 году сотрудники Красноярского краеведческого музея провели спасательные раскопки на территории острога. Была вскрыта южная башня. Обнаружены фрагменты керамики, пушечные ядра, железные орудия, фрагменты тиглей. В раскопе были обнаружены фрагменты керамики неолитического типа.
В октябре 2007 года во время ремонта Большого концертного зала Филармонии экскаватором на площади сто квадратных метров было разрушено порядка пятнадцати погребений акрополя Воскресенского собора. В результате проведенных разведочных работ было зафиксировано, что территория кладбища составляет около пятисот квадратных метров. Среди них останки выдающегося русского политического деятеля, камергера, Николая Петровича Резанова, могила которого утрачена вплоть до сегодняшнего дня. Кроме погребений обнаружены остатки хозяйственных построек Красноярского острога: конструкции, фундаменты построек дорегулярной планировки, находившейся внутри крепости.